# Mắc ca bốn lá
Cây Mắc ca bốn lá hay còn gọi là Mắc ca mép lá răng cưa, Mắc ca lá gai, Mắc ca hạt nhám có danh pháp khoa học Macadamia tetraphylla là một loài thực vật có hoa trong họ Quắn hoa. Loài này được L.A.S. Johnson miêu tả khoa học đầu tiên năm 1954.